# 藤岡喜久男
藤岡 喜久男（ふじおか きくお、1921年（大正10年） -　2012年(平成24年)9月10日）は、日本の歴史学者・教育者。北海学園大学名誉教授。

## 来歴
北海道深川市出身。庁立旭川中学校（現・北海道旭川東高等学校）を経て、1942年横浜高等商業学校（現・横浜国立大学経済学部）卒業。庁立深川中学校（現・北海道深川西高等学校）教諭。1949年北海道札幌西高等学校教諭。1952年北海道大学文学部東洋史学科卒業。1954年同大学院文学研究科修了。同文学部助手。同非常勤講師を経て、1958年北海道札幌星園高等学校教諭。1972年北海学園大学法学部の専任講師として就任。1974年同法学部教授。1996年北海学園大学退職。同名誉教授。

## 研究対象
- 中国近現代史を対象とし、特に張謇（1852年～1926年；江蘇省南通市）など反帝国主義的立憲左派の研究。張謇本人、及び袁世凱、西太后に関する訳書も多い。張謇研究の第一人者である。

張謇は、農民の子に生まれ、1894年「状元・進士」に合格したが、『荀子』に学んで「官」に就かず、生涯「民（野）」に在り「実業と教育」振興による「地方自治工作」に精励；永く省議会議長としてそれを指導した。藤岡氏は、その張謇を初め、袁世凱、西太后に関して、見逃し得ない世界的名著を邦訳し、張謇研究を我が国の第一人者であると思う。その組織的の基は,1909年の国会速開請願運動の組織指導、思想的基礎は民国初頭のやや難解な「尭舜論」、「革命論」等々に在ると考えられる。因みに、この本音はしばしば後継者、張孝若（怡祖；1898～1935）宛の百数十通の書翰に窺がえる。

## エピソード
- 北海学園大学法学部に奉職中は「政治史」を学部講義で教授し、同大学院では「中国政治史研究」を教授していた。
- 女婿には同じ北海学園大学法学部に勤務する藤田正名誉教授がいる。

## 主著

### 訳書
- 章開沅著『張謇伝稿』、東方書店、1989。
- G.N.スタイガー著『義和団－中国とヨーロッパ』光風社出版、1991年。
- J.O.P.ブランド著『西太后治下の中国マキアベリズムの極致』光風社出版、1994年。
- E.P.ヤング著『袁世凱総統：「開発独裁」の先駆』光風社選書、1994年。

### 単著
- 『張謇と辛亥革命』北道大学図書刊行会、1985年。
- 『辛亥革命期の張謇』共同文化社（札幌市）、2008年。
- 『儒教「異端」の革命思想：辛亥革命に於ける張謇』同上、2010年。